# Walter Erviti
Walter Erviti (Buenos Aires, 12 de junho de 1980), é um ex-futebolista profissional argentino, que atuava como meia.

## Carreira

### San Lorenzo
Erviti começou sua carreira de jogador em 1998, com Club Atlético San Lorenzo de Almagro, onde ele fazia parte do esquadrão que conquistou o Clausura 2001 do campeonato.

### Monterrey
Em 2002 ele se juntou com o clube mexicano Monterrey. Em 2003 ele ganhou seu segundo campeonato, quando venceu o Monterrey Clausura do campeonato de 2003.

### Banfield
Em 2008 Erviti retornou à Argentina para jogar pelo Banfield, e foi um jogador chave na equipa que conquistou o campeonato argentino pela primeira vez na história do clube, apresentando em todos os jogos do campeonato Apertura 2009.
Em 31 de janeiro de 2011, Erviti deixou Banfield e assinou um contrato de três anos com o Boca Juniors, que pagou 3,2 milhão dólares para sua transferência.

### Independiente
Erviti integrou o Independiente na campanha vitoriosa da Copa Sulamericana de 2017.

## Estatísticas
Até 17 de abril de 2012.

### Clubes
| Clube             | Temporada         | Campeonato nacional | Campeonato nacional | Copa nacional[a] | Copa nacional[a] | Competições continentais[b] | Competições continentais[b] | Outros torneios[c] | Outros torneios[c] | Total | Total |
| Clube             | Temporada         | Jogos               | Gols                | Jogos            | Gols             | Jogos                       | Gols                        | Jogos              | Gols               | Jogos | Gols  |
| ----------------- | ----------------- | ------------------- | ------------------- | ---------------- | ---------------- | --------------------------- | --------------------------- | ------------------ | ------------------ | ----- | ----- |
| Banfield          | 2008-09           | 37                  | 0                   | 0                | 0                | 0                           | 0                           | 0                  | 0                  | 37    | 0     |
| Banfield          | 2009-10           | 32                  | 1                   | 0                | 0                | 8                           | 2                           | 0                  | 0                  | 40    | 3     |
| Banfield          | 2010-11           | 19                  | 2                   | 0                | 0                | 4                           | 0                           | 0                  | 0                  | 23    | 2     |
| Banfield          | Total             | 88                  | 3                   | 0                | 0                | 12                          | 2                           | 0                  | 0                  | 100   | 5     |
| Boca Juniors      | 2010-11           | 17                  | 1                   | 0                | 0                | 0                           | 0                           | 0                  | 0                  | 17    | 1     |
| Boca Juniors      | 2011-12           | 32                  | 5                   | 3                | 0                | 13                          | 0                           | 0                  | 0                  | 48    | 5     |
| Boca Juniors      | 2012-13           | 28                  | 3                   | 1                | 0                | 10                          | 0                           | 1                  | 0                  | 40    | 3     |
| Boca Juniors      | Total             | 77                  | 9                   | 4                | 0                | 23                          | 0                           | 1                  | 0                  | 105   | 9     |
| Total na carreira | Total na carreira | 165                 | 12                  | 4                | 0                | 35                          | 2                           | 1                  | 0                  | 205   | 14    |

- a. ^ Jogos da Copa Argentina
- b. ^ Jogos da Copa Sul-Americana e Copa Libertadores
- c. ^ Jogos do Jogo amistoso

## Títulos
San Lorenzo
- Campeonato Argentino (Clasura): 2001
- Copa Mercosul: 2001

Monterrey
- Primera División (Clasura): 2003

Banfield
- Campeonato Argentino (Apertura): 2009

Boca Juniors
- Campeonato Argentino (Apertura): 2011

Independiente
- Copa Sul-Americana: 2017